# Mohammed Al-Hamadstadion
Het Mohammed Al-Hamadstadion is een multifunctioneel stadion in Hawalli, Koeweit. Het stadion wordt vooral gebruikt voor voetbalwedstrijden, de voetbalclub Qadsia SC maakt gebruik van dit stadion. In het stadion is plaats voor 22.000 toeschouwers.